# Johnny Miles

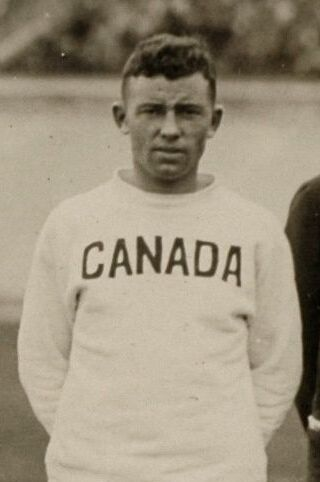
Johnny Miles (1928)

Johnny Miles (eigentlich John Christopher Miles; * 30. Oktober 1905 in Halifax, West Yorkshire; † 15. Juni 2003 in Hamilton, Ontario) war ein kanadischer Marathonläufer britischer Herkunft.
Seine Familie wanderte aus, als er ein Kind war, und ließ sich in Sydney Mines (Nova Scotia) nieder. Mit 16 Jahren begann er mit dem Laufsport.
1926 gewann er den Boston-Marathon, obwohl er zuvor noch nie ein Rennen über mehr als zehn Meilen (16,1 km) bestritten hatte. Für die ca. 40 km lange Strecke benötigte er 2:25:41 h und hatte dabei vier Minuten Vorsprung auf Olympiasieger Albin Stenroos. 1927 wurde er Kanadischer Meister in 2:40:30 h. Bei den Olympischen Spielen 1928 in Amsterdam kam er auf den 17. Platz in 2:43:32 h.
1929 siegte er erneut in Boston mit seiner persönlichen Bestzeit von 2:33:08 h und bei einem Marathon in Hamilton in 2:46:25 h. Bei den British Empire Games 1930 in Hamilton gewann er Bronze in 2:48:23 h.
1931 wurde er Zehnter in Boston, Dritter beim Polytechnic Marathon und Zweiter beim Hamilton-Marathon. Bei den Olympischen Spielen 1932 in Los Angeles lief er auf dem 14. Platz ein.
1925 wurde er Kanadischer Meister über fünf Meilen, 1928 über sechs Meilen.
Johnny Miles war 43 Jahre lang Angestellter von International Harvester. 1964 wurde er in die Nova Scotia Sport Hall of Fame und 1967 in die Hall of Fame des kanadischen Sports aufgenommen. Seit 1975 wird ihm zu Ehren der Johnny Miles Marathon in New Glasgow ausgetragen. 1983 wurde er mit dem Order of Canada ausgezeichnet.